# Big Bam Boom
Albums de Hall and Oates
H2O
(1982) Live at the Apollo
(1985)
Singles
1. Out of Touch
Sortie : 4 octobre 1984
2. Method of Modern Love
Sortie : 15 décembre 1984
3. Possession Obsession
Sortie : 1985
4. Some Things Are Better Left Unsaid
Sortie : 16 mars 1985

Big Bam Boom est le douzième album studio de Hall and Oates, sorti en octobre 1984. Il contient notamment le sixième et dernier no 1 américain de la carrière du duo, Out of Touch.

## Titres

### Face Bam
1. Dance on Your Knees (Hall, Arthur Baker) – 1:27
2. Out of Touch (Hall, Oates) – 4:21
3. Method of Modern Love (Hall, Janna Allen) – 5:34
4. Bank on Your Love (Hall, Oates, Sara Allen) – 4:18
5. Some Things Are Better Left Unsaid (Hall) – 5:26

### Face Boom
1. Going Thru the Motions (Hall, Oates, Janna Allen, Sara Allen) – 5:40
2. Cold Dark and Yesterday (Oates) – 4:40
3. All American Girl (Hall, Oates, Sara Allen) – 4:28
4. Possession Obsession (Hall, Oates, Sara Allen, Janna Allen) – 4:36

## Musiciens
- Daryl Hall : chant, guitare, claviers
- John Oates : chant, guitare, claviers
- Brian Doyle : guitare, harmonica
- G. E. Smith (en) : guitare
- Tom Wolk (en) : claviers, basse, guitare, arrangements
- Jimmy Bralower : claviers, batterie, saxophone
- Wells Christy : claviers
- Charles DeChant : claviers, saxophone
- Robbie Kilgore : claviers, programmation
- Clive Smith : claviers
- Mickey Curry (en) : batterie
- Bashiri Johnson : percussions
- Jay Burnett : percussions
- Coati Mundi (en) : chant